# Савин, Сергей Николаевич
Сергей Николаевич Савин (17 июля 1924, Белозерск, Вологодская губерния — 16 января 1990, Воронеж) — советский хозяйственный, государственный и политический деятель, Герой Социалистического Труда (1966).

## Биография
Родился в 1924 году в Белозерске. Член КПСС.
С 1942 года служил в Красной Армии. Участник Великой Отечественной войны, воевал радистом на торпедных катерах Северного флота.
С 1955 года — на хозяйственной, общественной и политической работе. В 1955—1990 гг. — слесарь-электромонтажник, бригадир слесарей Воронежского завода радиодеталей Воронежского/Центрально-Чернозёмного совнархоза Министерства радиотехнической промышленности СССР.
Указом Президиума Верховного Совета СССР от 29 июля 1966 года присвоено звание Героя Социалистического Труда с вручением ордена Ленина и золотой медали «Серп и Молот».
Избирался депутатом Верховного Совета РСФСР 10-го и 11-го созывов, а также кандидатом в члены ЦК КПСС.
Умер в Воронеже в 1990 году, похоронен на аллее Героев Коминтерновского кладбища.